# Peer Moberg
Peer Moberg (* 14. Februar 1971 in Oslo) ist ein ehemaliger norwegischer Segler.

Riss Laser

## Erfolge
Peer Moberg nahm an vier Olympischen Spielen teil. Bei den Olympischen Spielen 1996 in Atlanta gewann er in der Bootsklasse Laser die Bronzemedaille. Er beendete die Regatta hinter Robert Scheidt und Ben Ainslie mit 46 Gesamtpunkten auf dem dritten Platz und hielt den viertplatzierten Australier Michael Blackburn mit zwei Punkten Vorsprung auf Abstand. Vier Jahre darauf belegte er in Sydney den zehnten Platz, 2004 kam er in Athen nicht über den 21. Platz hinaus. Bei den Spielen 2008 in Peking startete Moberg in der Bootsklasse Finn-Dinghy und schloss die Regatta auf dem 19. Platz ab.
Bei Weltmeisterschaften sicherte sich Moberg sowohl 1992 in Izola in der Bootsklasse Europe als auch 2001 in Cork im Laser jeweils die Bronzemedaille. 2010 wurde er zudem am Gardasee Vizeweltmeister in der 5,5-Meter-Klasse.